# Havasi fűz
A havasi fűz (Salix alpina) a Malpighiales rendjébe, ezen belül a fűzfafélék (Salicaceae) családjába tartozó faj.

## Előfordulása
A havasi fűz kelet-alpesi-kárpáti növény, az Ötz-völgyi-Alpoktól a Júlia-Alpokig és a bécsi Schnebebergig, valamint a Kárpátokban fordul elő. Ritka növény.

## Megjelenése
A havasi fűz alacsony, kis termetű cserje, 1 centiméter vastag, feketés-barna ágakkal és ívben felfelé irányuló hajtásokkal, magassága 0,5-1,5 méter. A fiatal hajtások ritkásan szőrösek vagy csaknem kopaszok, az egyéves vesszők 1,5 milliméter vastagságúak. 1-3 centiméter hosszú és 0,5-1 centiméter széles levelei tojás alakúak vagy széles lándzsásak, csúcsuk tompa, mindkét oldaluk fénylő élénkzöld. Szőrük kezdetben tömötten hosszú, később lekopaszodók, csaknem ép szélűek. A levélnyél 1-3 milliméteres, pálhalevelek ritkán fejlődnek, ezek hossza 3-5 milliméter. A barkavirágzatok a levelekkel egyidejűleg jelennek meg.
Könnyen összetéveszthető a fűrészes fűzzel (Salix breviserrata).

## Képek

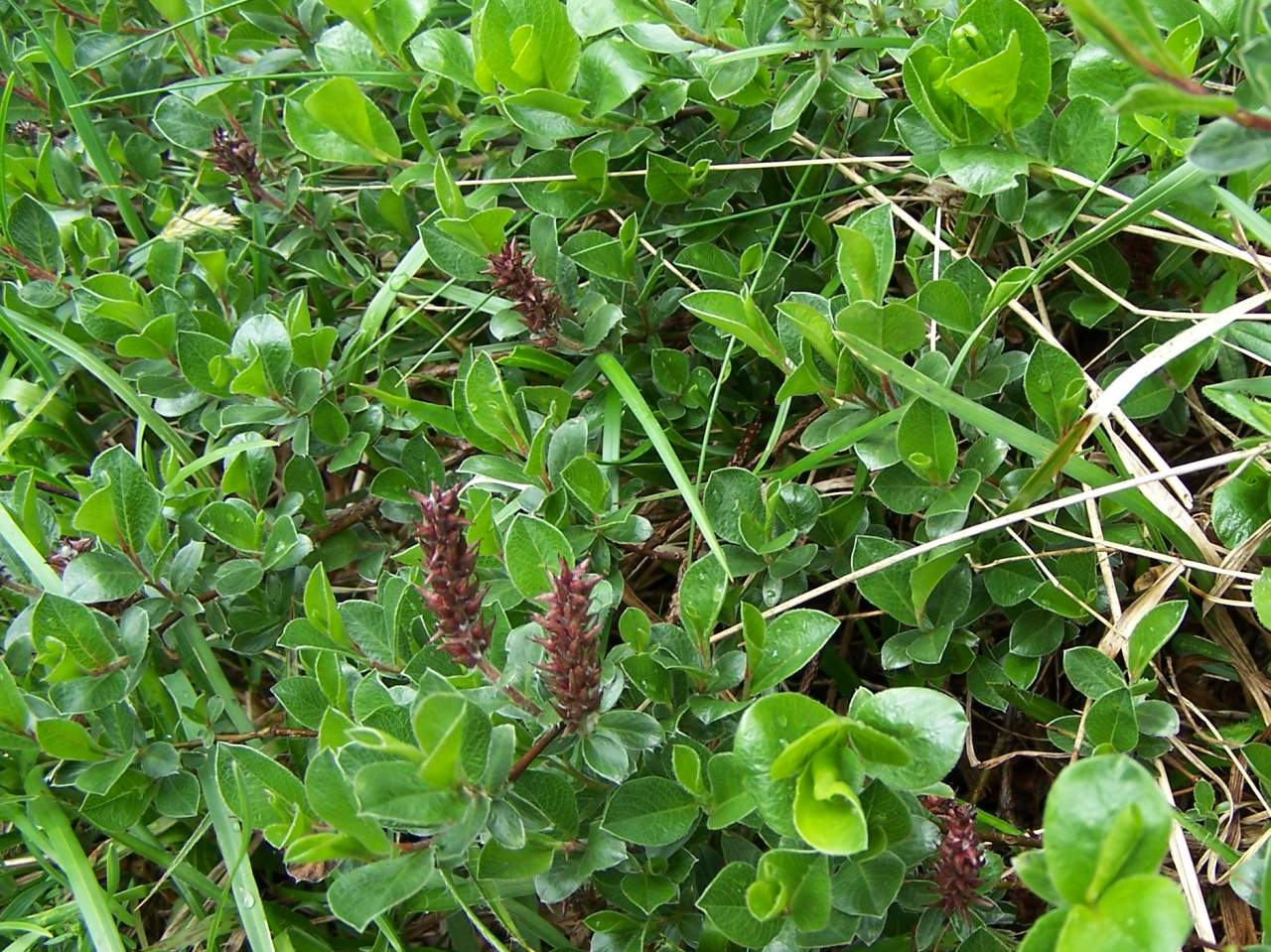
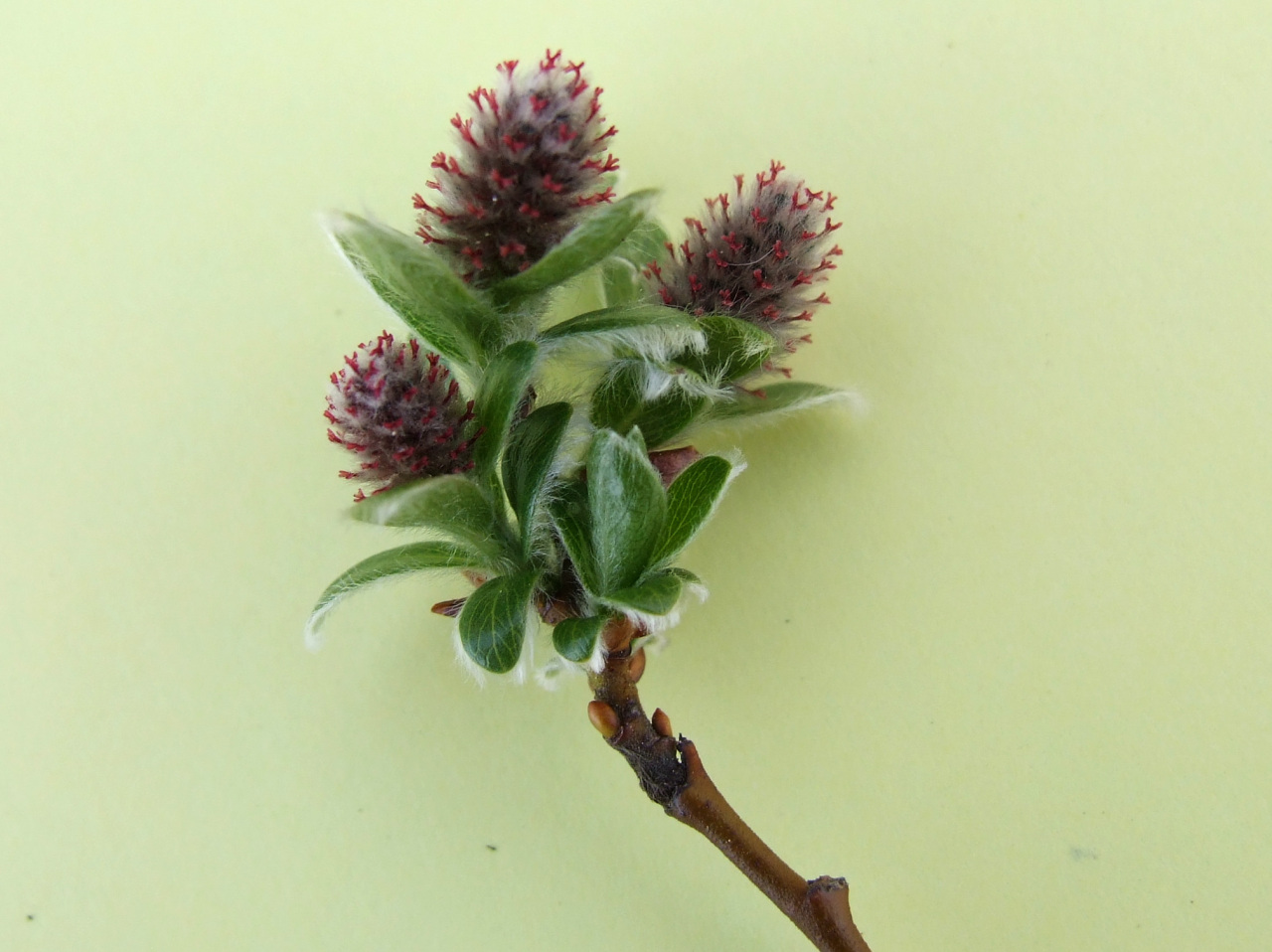
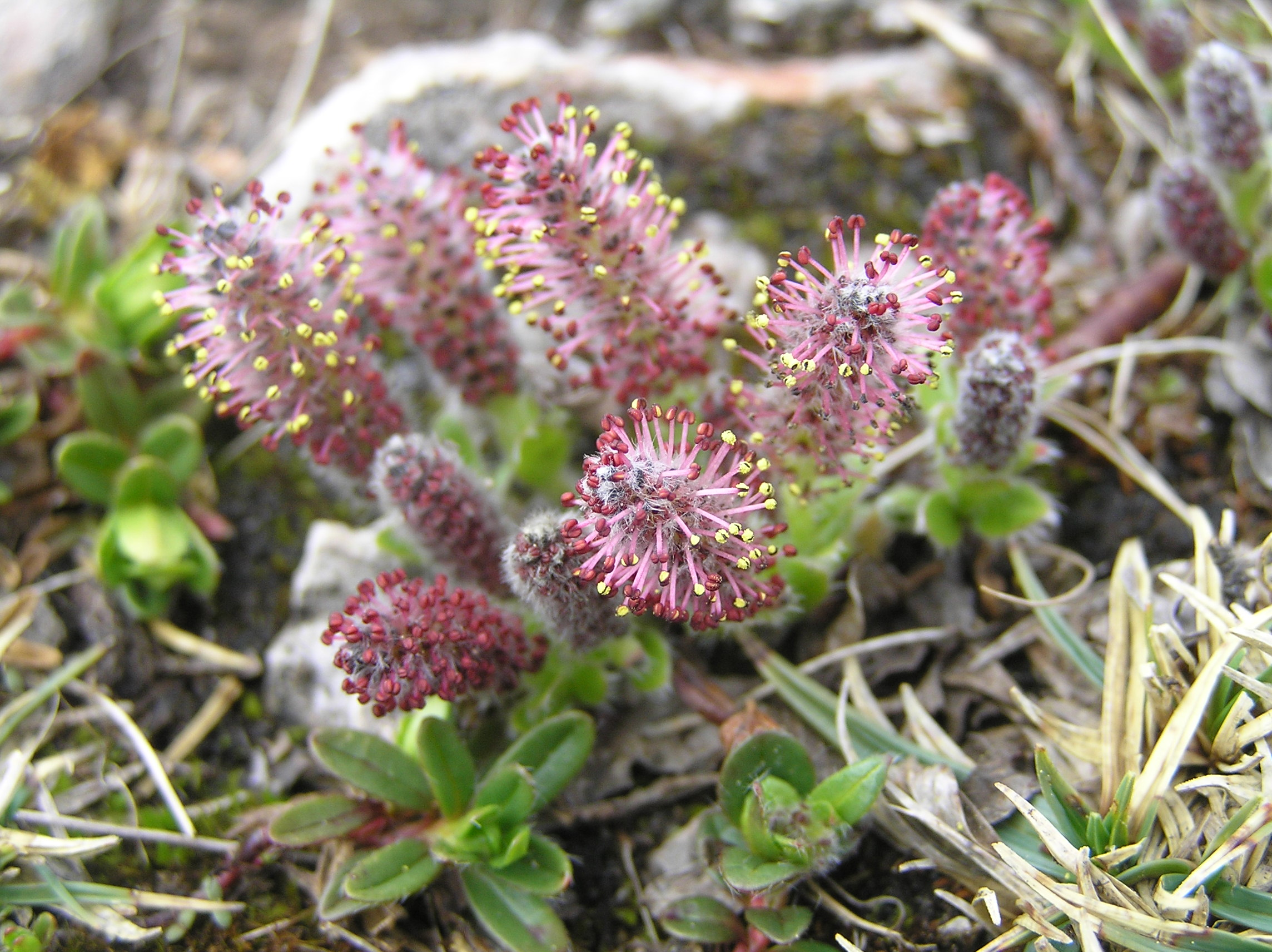
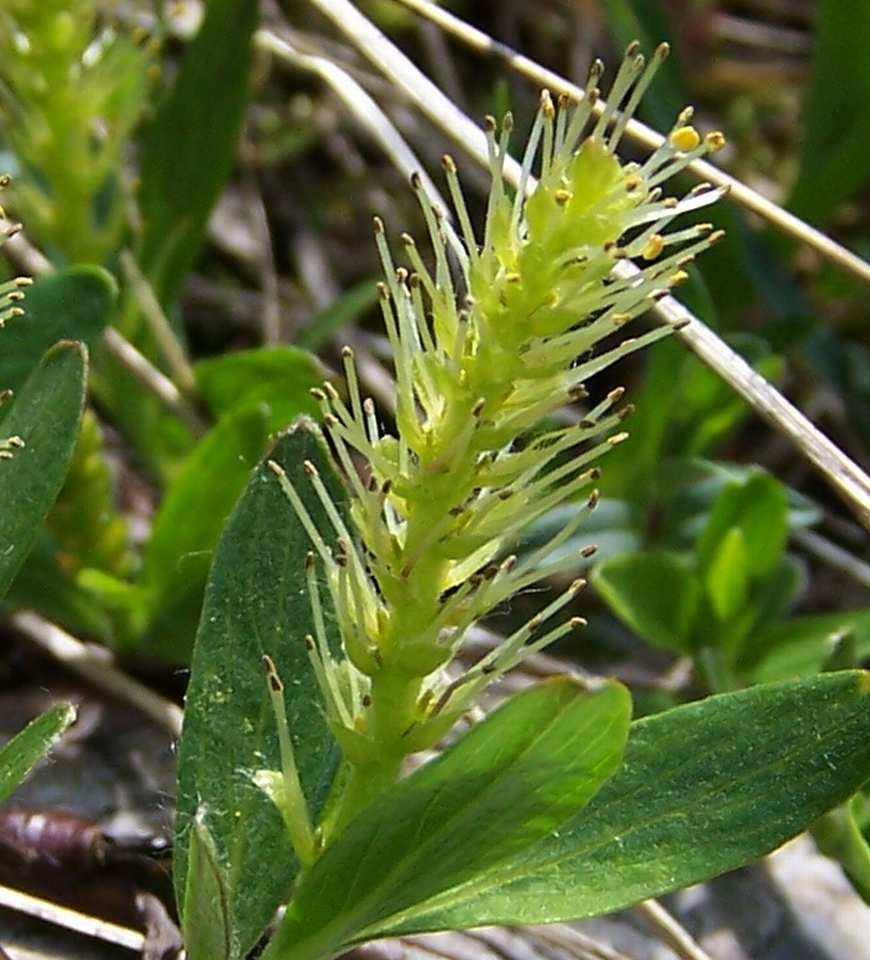

## Életmódja
A havasi fűz 1400-2000 méteres tengerszint feletti magasságban nő, sziklás hegyoldalakon, törmelékes lejtőkön, alhavasi réteken; üde, meszes talajokon fejlődik. A virágzási ideje június-július között van.